# Мусорка (село)
Мусо́рка (рос. Мусорка) — село в Ставропольському районі Самарської області Росії. Адміністративний центр сільського поселення Мусорка.

## Географія
Село Мусорка розташоване на трасі Тольятті — Димитровград, що з'єднує собою Самарську та Ульяновську області, за 30 км від райцентру — міста Тольятті, є центром Мусорського сільського округу, а також — поселенням агрофірми «Перемога».
Село здебільшого розташовується вздовж двох річок — Мусорки та Муси.

## Історія
Село з'явилося приблизно на початку XVIII століття, на мапі Оренбурзької губернії, складеній геодезистом Красільниковим, Мусорка вже значилася поряд з іншими селами району: Нижнім Санчелеєвим, Бінарадкою, Піскалами, Ташлою тощо.
Село зручно розташовувалося посередині дороги між Ставрополем (нині Тольятті) і Мелекессом (нині Димитровград).
У 1837 році в селі Мусорка на кошти парафіян було побудовано дерев'яну Космодаманську церкву, освячену 1838 року. У 1907 році побудовано нову церкву.
У 1859 році в селі у 292 дворах жило: 1302 чоловіків і 1200 жінок, була церква і поштова станція.
1861 року Мусорка стала волосним центром, тут були волосна управа, відділення поземельного банку, пошта, лісництво, ветеринарна застава, медична дільниця, поліцейський полустан.
До 1900 року в селі було 680 дворів і 3549 жителів. Була лікарня на 20 ліжок, військово-кінна дільниця, поштова станція, церква і дві школи: земська і церковно-парафіяльна. Волосна управа розташовувалася у двоповерховому цегляному будинку, що зберігся до наших днів по вулиці Радянська. Будинок належав заможному селянину Привалову, з 1872 по 1884 рік у ньому ж розташовувалася лікарня. А після революції в ньому ж розташовувалися вольвиконком, ревком, комбєд, земвідділ, командування загону особливого призначення, 1918 року навіть штаб червоноармійських підрозділів Мусоркського фронту (напрямку).
У листопаді 1917 року в Мусорці було встановлено Радянську владу. У січні 1918 року в селі відбувся волосний з'їзд Рад, який визнав радянську владу та обрав вольвиконком, у підпорядкування якому надавався озброєний загін із місцевих жителів чисельністю 150 осіб. Уже в середині 1918 року цьому загону довелося вступити в бій. Під час повстання чехословацького корпусу чехи захопили Самару і Ставрополь. Мусорський загін залишався на боці радянської влади та вів партизанську боротьбу з переважаючими силами противника. У липні 1918 року був схоплений і страчений командир загону, голова вольвиконкому Гаврило Сорокін. У вересні 1918 року село звільнила Червона армія.
Навесні 1919 року в багатьох селах Ставропольського повіту спалахнуло Чапанне повстання. І знову мусоркській дружині довелося вступити в збройну боротьбу. Сформований у селі загін 7 березня висунувся в бік Ставрополя, зайнятого повсталими. Але вже в Узюковому загін розділився: частина рушила до Ставрополя, частина залишилася в Узюковому, де вже теж готове було початися повстання. Повсталі оточили Узюкове, зав'язався бій, у якому були і вбиті, і поранені. Під натиском противника загін був змушений відступити, послана в Ставрополь група теж не змогла пробитися до міста. Об'єднаний загін відступив до Смітника, але повстання охопило і його. Після низки бойових зіткнень тільки через два дні залишки загону зустрілися з озброєним загоном Червоної армії, разом із яким і звільнили село від повсталих, відновивши Радянську владу.
У 1931 році було проведено розукрупнення радгоспу імені Крупської (нині смт Новосілки), замість чотирьох відділень було створено сім із загальною земельною площею 50,718 гектара, шосте відділення — було створене біля села Мусорки, було ліквідовано в 1955 році.
Мусоркський колгосп «Перемога» у 1960-1980-ті роки був передовим господарством у Ставропольському районі. Неодноразово брав участь у виставці досягнень народного господарства. Багато колгоспників були нагороджені орденами та медалями, а голова колгоспу Семен Митрофанович Жданов став Героєм Соціалістичної Праці. Головний агроном села Анастасія Петрівна Сонигіна була делегатом двох (XXIV і XXV) партійних з'їздів, 1971 року її обрали членом Центральної ревізійної комісії КПРС, про неї знімали документальні фільми, писала центральна преса.

### История административно-территориального подчинения
Довгий час Мусорка була центром волості у складі Ставропольського повіту Самарської губернії. До складу волості входили: Мусорка, Ташла, Узюкове, Кирилівка.
У 1918 році на території повіту було створено 3 райони, зокрема Мусоркський, кожен з яких об'єднував по 12 волостей. У 1920 році повіт поділили вже на 4 райони: Приміський, Хрящівський, Мусоркський і Ново-Буянський. До складу мусоркської волості додалися поселення: Піски, Іванівка, Велика Поляна, два останніх нині не існують.
У 1921 році повіти було скасовано і введено районний поділ.
У 1928 році Мусорка увійшла до складу Ставропольського району Середньоволзького краю. У середині 1930-х село увійшло до складу організованого Новобуянського району. А після Великої Вітчизняної війни знову опинилося в Ставропольському районі.
Наразі перебуває у складі сільського поселення Мусорка разом із Ташлою і селищем Піски.

## Населення
| Рік  | Чисельність | Чисельність |
| ---- | ----------- | ----------- |
| 1859 | 2502        | [ 5 ]       |
| 1889 | 3815        | [ 6 ]       |

| Рік  | Чисельність | Чисельність |
| ---- | ----------- | ----------- |
| 1896 | 3769        | [ 7 ]       |
| 1897 | 3475        | [ 8 ]       |

| Рік  | Чисельність | Чисельність |
| ---- | ----------- | ----------- |
| 1900 | 3549        | [ 9 ]       |
| 1910 | 4922        | [ 10 ]      |

| Рік  | Чисельність | Чисельність |
| ---- | ----------- | ----------- |
| 2008 | 1457        | [ 9 ]       |
| 2010 | 1443        | [ 11 ]      |

| Рік  | Чисельність | Чисельність |
| ---- | ----------- | ----------- |
| 1859 | 2502        | [ 5 ]       |
| 1889 | 3815        | [ 6 ]       |

| Рік  | Чисельність | Чисельність |
| ---- | ----------- | ----------- |
| 1896 | 3769        | [ 7 ]       |
| 1897 | 3475        | [ 8 ]       |

| Рік  | Чисельність | Чисельність |
| ---- | ----------- | ----------- |
| 1900 | 3549        | [ 9 ]       |
| 1910 | 4922        | [ 10 ]      |

| Рік  | Чисельність | Чисельність |
| ---- | ----------- | ----------- |
| 2008 | 1457        | [ 9 ]       |
| 2010 | 1443        | [ 11 ]      |

## Адміністративний поділ
У Мусорці є 18 вулиць, умовно поділених на 5 районів: Нагірний, Нива, Мордви, Глинівка і Сизган. Від загальної кількості вулиць 8 - із твердим покриттям, 1 - частково з твердим покриттям і 9 - без твердого покриття; 8 - із двостороннім розташуванням будинків і 10 - з одностороннім.

### Вулиці села

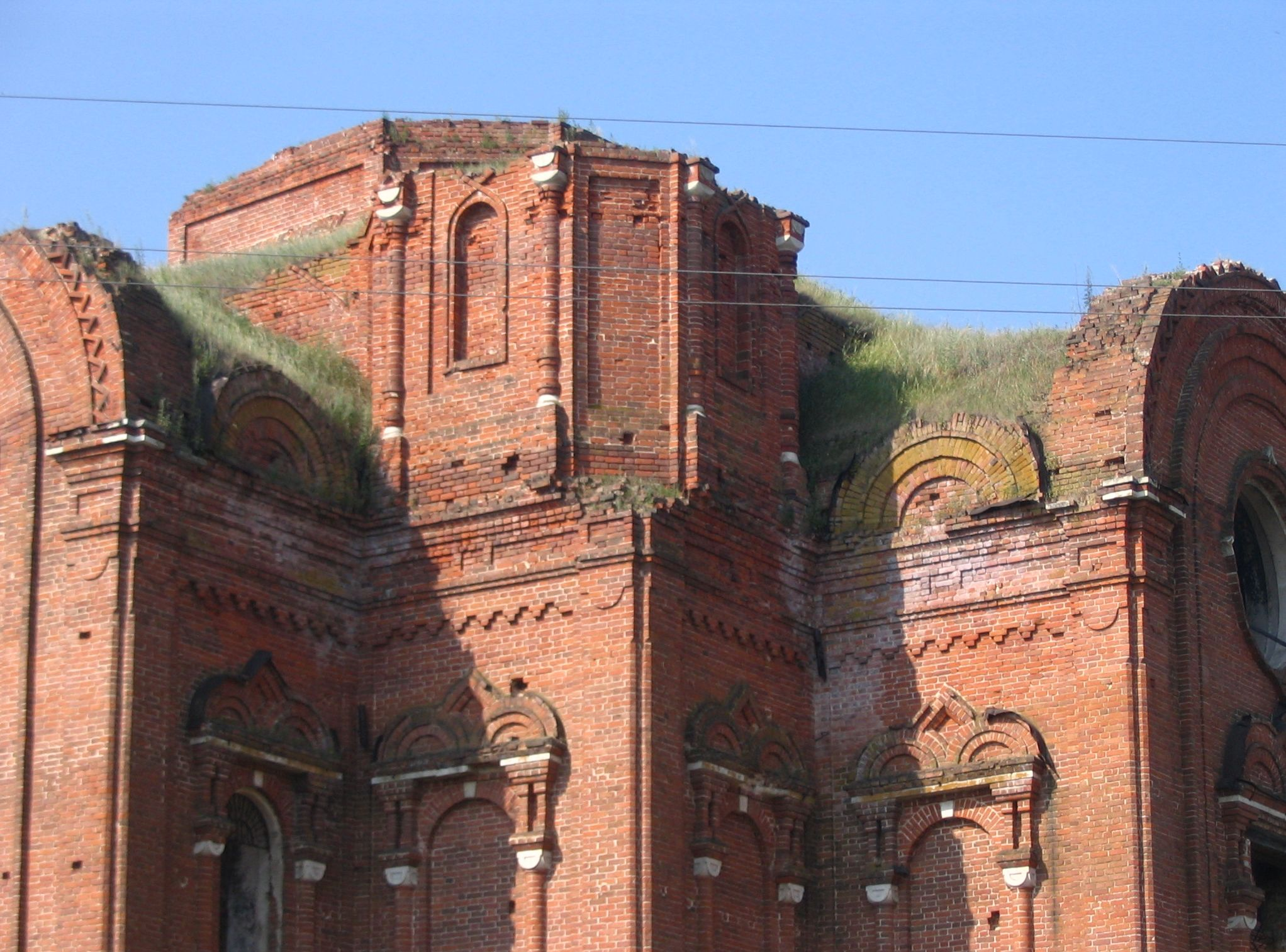
Руїни храму

- «Нагорний»:

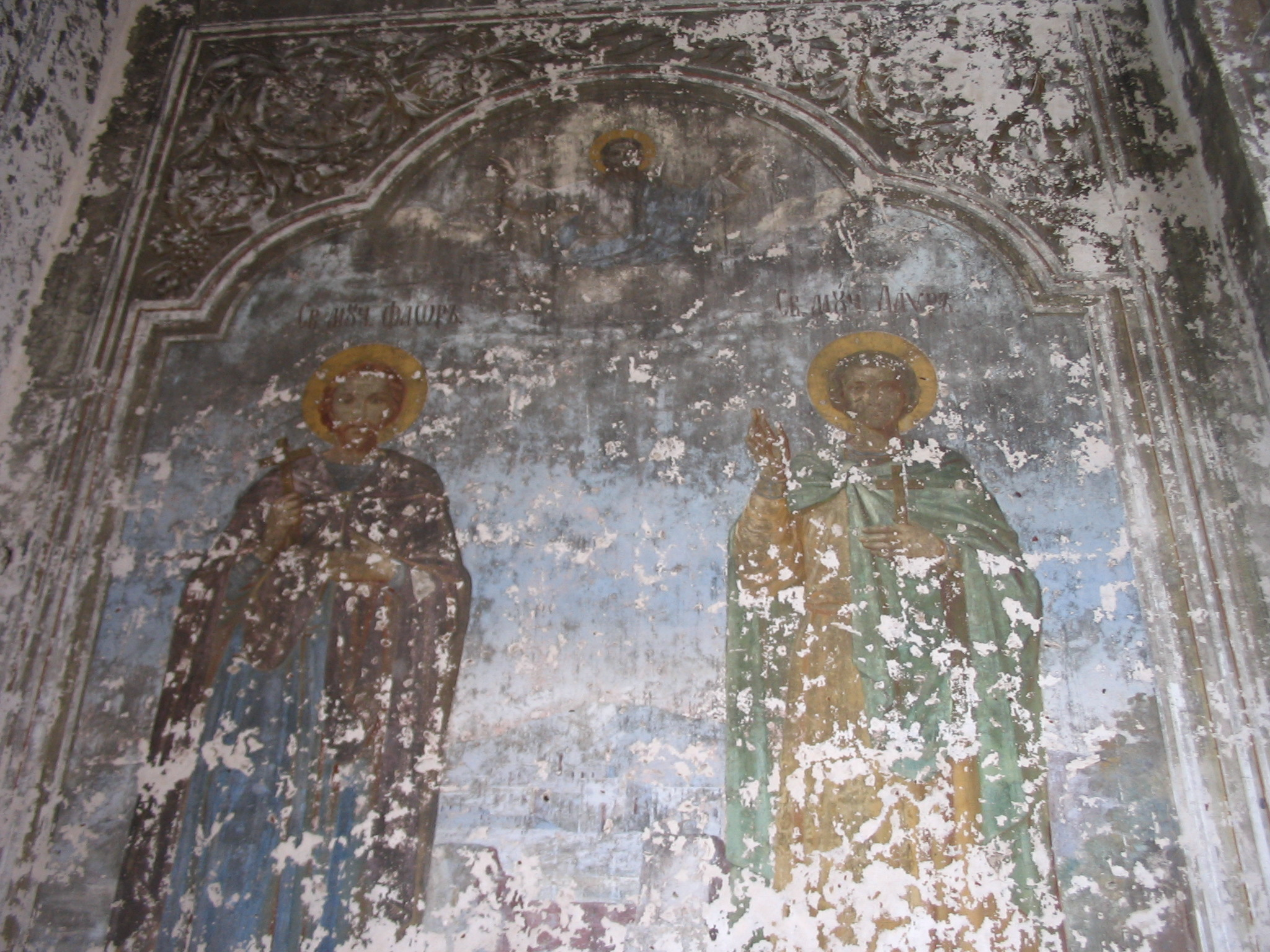
Залишки фрески в храмі

  - вул. Поштова, верхн. частина (2-стор.)
  - вул. Молодіжна (2-стор., част.)
  - вул. Аптечна (2-стор.)
  - вул. Лісова (2-стор., част.)
  - вул. Спортивна (1-стор.)
  - вул. М. В. Фрунзе (1-стор.)
  - вул. С. М. Жданова (1-стор.)

- «Нива»:
  - вул. Партизанська (2-стор., част.)
  - вул. П. В. Лапшова (2-стор.)
  - вул. Озерна (1-стор.)
  - вул. Першотравнева (1-стор.)

- «Мордви»:
  - вул. Поштова, нижн. частина (2-стор.)
  - вул. Радянська (2-стор.)
  - вул. Миру (1-стор.)
  - вул. Садова (1-стор.)
  - вул. Шкільна (1-стор.)

- «Глиновка»:
  - вул. Г. Г. Сорокіна (1-стор.)

- «Сизган»:
  - вул. Польова (2-стор.)
  - вул. Зарічна (1-стор.)

Історично найстаріші частини села — забудови вздовж двох річок, по утворених ними терасах. Мусорка протікає із заходу на схід (хоча напрямок течії може змінюватись) і впадає в ставок «МТФ» через так званий «шлюз», Муса протікає з півночі на південь, витікаючи з оз. Петаші, впадає, в південній частині села, в Мусорку. Уздовж р. Мусорки, у західній частині села, розташований район «Мордви», уздовж р. Муси, у північно-східній частині — район «Нива». «Нагірний» розташовується у внутрішньому кутку, утвореному ярами річок, на пагорбі, у північно-західній частині села — це відносно новий район, був забудований за радянських часів у міру розширення колгоспу. «Глинівка» розташовується вздовж Мусорки на східній стороні села, після гирла Муси, на протилежному березі Мусорки, з південного боку, також на височині розташований «Сизган».

### Дороги
Траса Тольятті — Димитровград проходить східною частиною села, фактично не зачіпаючи поселення, по найбільшому автомобільному мосту села — через р. Мусорку. Траса відокремлює Глинівку від решти заселення і ділить Сизган на дві нерівні частини. Асфальтове покриття в село прийшло на початку 1970-х рр. з боку Тольятті, саме тоді й з'явився автомобільний міст. Крім моста на трасі, в селі є ще 4 невеликих автомобільних мости. Біля злиття Муси та Мусорки на західному боці відносно траси, в низині — заасфальтований під автостанцію майданчик. До нього ведуть два з'їзди з траси, до і після мосту, під мостом — дорога до Глинівки. Від цього майданчика відходить центральна, "магістральна" дорога, представлена вулицею Поштова — вона простяглася від автостанції до цеху механізації (т. зв. "колгоспу") через центральну частину села. Географічний центр села — район перетину вулиць Поштової та Радянської: Поштова простяглася з півдня на північний захід, Радянська (у з'єднанні з вул. П. В. Лапшова) - із заходу на північний схід. Вул. Поштова, починаючи від траси, з'єднує Глинівку і Сизган із Нагірним, а вул. Радянська — Мордви з Нивою. Від географічного центру на нагірній частині села на пагорбі розмістився храм св. Косьми та Даміана та розташована поруч будівля сільської адміністрації.

## Інше
У Мусорці є: цех механізації, зернозбиральний тік, лікарняний пункт, поштове відділення, АТС, газова і водонапірна станції, лісництво, відгін, пристосований для машинного доїння корів, бджолярня.